# Manuel Suárez Cortina
Manuel Suárez Cortina, né à Gijón en 1951, est un historien espagnol, professeur d'histoire contemporaine à l'université de Cantabrie.

## Biographie
Il est l'auteur d'œuvres comme El fascismo en Asturias (1931-1937) (Siverio Cañada, 1981), El reformismo en España. Republicanos y reformistas bajo la Monarquía de Alfonso XIII (Siglo XXI, 1986), sa thèse de doctorat consacrée au Parti réformiste, Casonas, hidalgos y linajes: la invención de la tradición cántabra (1994), El gorro frigio. Liberalismo, Democracia y Republicanismo en la Restauración (Biblioteca Nueva/Sociedad Menéndez Pelayo, 2000), La sombra del pasado. Novela e historia en Galdós, Unamuno y Valle-Inclán (Biblioteca Nueva, 2006), El águila y el toro. España y México en el siglo XIX. Ensayos de historia comparada (2010), entre autres.
Il est également éditeur au coordinateur des deux volumes d'Historia de Cantabria: un siglo de historiografía y bibliografía (1900-1994) (Fundación Marcelino Botín, 1995) ou d'œuvres telles que La Restauración, entre el liberalismo y la democracia (Alianza Editorial, 1998), El anticlericalismo español contemporáneo (Biblioteca Nueva, 1998, avec Emilio La Parra López (es)),, Cultura liberal, México y España, 1860-1930 (PubliCan-UNAM, 2010, avec Aurora Cano et Evelia Trejo Estrada) ou Libertad, armonía y tolerancia. La cultura institucionista en la España contemporánea.